# 卡拉西哈
50°2′23″N 26°22′33″E / 50.03972°N 26.37583°E
卡拉西哈（烏克蘭語：Карасиха），是烏克蘭西部的村莊，隸屬赫梅利尼茨基州的舍佩蒂夫卡區。該村始建於1995年，面積36平方公里，海拔高度279米，2001年人口379，人口密度每平方公里10.5人。